# Socha svatého Václava (Třeboradice)
Socha svatého Václava v Třeboradicích v Praze stojí před čp. 11 na bývalé návsi na křižovatce ulic Pšovanská a Schoellerova. Je chráněna jako nemovitá kulturní památka České republiky.

## Historie
Socha pochází pravděpodobně z 18. století a je od neznámého autora. Byla umístěna před čp. 11, hlavní budovu bývalého Slaviborova domu.

## Popis
Socha stojí na vyvýšeném místě ohrazeném cihlovou zídkou se dvěma schůdky. Je umístěna na mohutném hranolovém podstavci s profilovanou hlavicí. Původní barokní podstavec je sestaven ze dvou částí: spodní širší část zdobí vpadlé rámce, horní hranolová je ukončena profilovanou vystupující římsou.
Socha světce je oděna v brnění. Světec pravou rukou přidržuje kartuši s orlicí, levou vévodský praporec. Ve výrazném esovitém natočení a kontrapostu se opírá o kopí.

## Další informace
Na spodní části podstavce byla připevněna pamětní deska se jmény padlých v první světové válce.